# Phrynichus (geslacht)
Phrynichus is een geslacht van de zweepspinnen (Amblypygi), familie Phrynichidae. Het geslacht bestaat uit 18 nog levende soorten.

## Soorten
- Phrynichus brevispinatus - Weygoldt, 1998
- Phrynichus ceylonicus - (C.L.Koch, 1843)
- Phrynichus deflersi - Simon, 1887
- Phrynichus dhofarensis - Weygoldt, Pohl & Polak, 2002
- Phrynichus exophthalmus - Whittick, 1940
- Phrynichus gaucheri - (Weygoldt, 1998)
- Phrynichus heurtaultae - (Weygoldt, Pohl & Polak, 2002)
- Phrynichus jayakari - (Pocock, 1894)
- Phrynichus longespina - (Simon, 1936)
- Phrynichus lunatus - (Pallas, 1772)
- Phrynichus madagascariensis - (Weygoldt, 1998)
- Phrynichus nigrimanus - (C.L.Koch, 1847)
- Phrynichus orientalis - (Weygoldt, 1998)
- Phrynichus phipsoni - (Pocock, 1894)
- Phrynichus pusillus - Pocock, 1894
- Phrynichus reniformis - (Linnaeus, 1758)
- Phrynichus scaber - (Gervais, 1844)
- Phrynichus spinitarsus - Weygoldt, 1998